# دربالة (أولاد غنام)
دربالة هو دُوَّار يقع بجماعة أولاد علي الطوالع، إقليم بنسليمان، جهة الدار البيضاء سطات في المملكة المغربية. ينتمي الدوّار لمشيخة أولاد غنام التي تضم 9 دواوير. يقدر عدد سكانه بـ 1115 نسمة حسب الإحصاء الرسمي للسكان والسكنى لسنة 2004.

## روابط خارجية
- البوابة الوطنية للجماعات الترابية نسخة محفوظة 12 مارس 2018 على موقع واي باك مشين.
- المندوبية السامية للتخطيط